# Raquel Atawová
Raquel Atawová, rodným příjmením Kops-Jones (* 8. prosince 1982 Fresno, Kalifornie) je bývalá americká profesionální tenistka, specialistka na soutěže čtyřhry. Ve své kariéře vyhrála na okruhu WTA Tour osmnáct turnajů ve čtyřhře. Poprvé triumfovala s krajankou Christinou Fusanovou na Bell Challenge 2007. V rámci okruhu ITF získala dva tituly ve dvouhře a osmnáct ve čtyřhře.
Na žebříčku WTA byla ve dvouhře nejvýše klasifikována v říjnu 2007 na 162. místě a ve čtyřhře pak v březnu 2015 na 10. místě.
Ve dvouhře Grand Slamu se nejdále probojovala do 3. kola kvalifikace US Open 2007. Ve čtyřhře pak došla s krajankou Abigail Spearsovou dvakrát do semifinále nejprve Australian Open 2014, a posléze Wimbledonu 2015.
V americkém fedcupovém týmu neodehrála k žádné utkání.

## Osobní život
Narodila se ve Fresnu v Kalifornii otci Lawrenci Jonesovi a matce Nancy Kopsové. Obě příjmení rodičů přejala do svého jména. Má dvě sestry Renée a Khristy. K tenisu ji v osmi letech přivedl otec. Za oblíbený úder označila forhend a tvrdý podklad jako preferovaný povrch. Když vyrůstala, byly jejími idoly sestry Venus a Serena Williamsovy. Nejlepší tenisovou vzpomínkou je pro ní první triumf na okruhu WTA Tour v kanadském Québecu v roce 2007. Oblíbeným turnajem je pro ni londýnský Wimbledon.
V Testarossa Winery v Los Gatos se 18. července 2015 provdala za bývalého hráče amerického fotbalu Tobyho Atawoa. Příjmení manžela převzala a od sezóny 2016 ji profesionální tenisové okruhy uvádí pod jménem Raquel Atawo.

## Finále na okruhu WTA Tour
| Legenda                               |
| ------------------------------------- |
| D – dvouhra; Č – čtyřhra              |
| Grand Slam (0–0)                      |
| WTA Tour Championships (0–0)          |
| Premier Mandatory & Premier 5 (2–1 Č) |
| Premier (9–4 Č)                       |
| International (7–3 Č)                 |

### Čtyřhra: 26 (18–8)
| Stav       | č.  | datum             | turnaj                         | povrch     | spoluhráčka              | soupeřky ve finále                                        | výsledek              |
| ---------- | --- | ----------------- | ------------------------------ | ---------- | ------------------------ | --------------------------------------------------------- | --------------------- |
| Vítězka    | 1.  | 4. listopadu 2007 | Québec, Kanada                 | tvrdý      | Christina Fusanová       | Stéphanie Duboisová Renata Voráčová                       | 6–3, 7–6(8–6)         |
| Vítězka    | 2.  | 10. května 2009   | Estoril, Portugalsko           | antuka     | Abigail Spearsová        | Sharon Fichmanová Katalin Marosiová                       | 2–6, 6–3, [10–5]      |
| Vítězka    | 3.  | 23. května 2009   | Varšava, Polsko                | antuka     | Bethanie Mattek-Sandsová | Jen C’ Čeng Ťie                                           | 6–1, 6–1              |
| Finalistka | 1.  | 14. června 2009   | Birmingham, Spojené království | tráva      | Abigail Spearsová        | Cara Blacková Liezel Huberová                             | 1–6, 4–6              |
| Finalistka | 2.  | 7. srpna 2011     | Carlsbad, Spojené státy        | tvrdý      | Abigail Spearsová        | Květa Peschkeová Katarina Srebotniková                    | 0–6, 2–6              |
| Vítězka    | 4.  | 18. září 2011     | Québec, Kanada (2)             | tvrdý      | Abigail Spearsová        | Jamie Hamptonová Anna Tatišviliová                        | 6–0, 3–6, [10–6]      |
| Finalistka | 3.  | 7. ledna 2012     | Brisbane, Austrálie            | tvrdý      | Abigail Spearsová        | Nuria Llagosteraová Vivesová Arantxa Parraová Santonjaová | 6–7(2–7), 6–7(2–7)    |
| Finalistka | 4.  | 19. února 2012    | Dauhá, Katar                   | tvrdý      | Abigail Spearsová        | Liezel Huberová Lisa Raymondová                           | 3–6, 1–6              |
| Vítězka    | 5.  | 23. července 2012 | Carlsbad, Spojené státy        | tvrdý      | Abigail Spearsová        | Vania Kingová Naděžda Petrovová                           | 6–2, 6–4              |
| Vítězka    | 6.  | 23. září 2012     | Soul, Jižní Korea              | tvrdý      | Abigail Spearsová        | Akgul Amanmuradovová Vania Kingová                        | 2–6, 6–2, [10–8]      |
| Vítězka    | 7.  | 29. září 2012     | Tokio, Japonsko                | tvrdý      | Abigail Spearsová        | Anna-Lena Grönefeldová Květa Peschkeová                   | 6–1, 6–4              |
| Vítězka    | 8.  | 14. října 2012    | Ósaka, Japonsko                | tvrdý      | Abigail Spearsová        | Kimiko Dateová Heather Watsonová                          | 6–1, 6–4              |
| Vítězka    | 9.  | 29. července 2013 | Stanford, Spojené státy        | tvrdý      | Abigail Spearsová        | Julia Görgesová Darija Juraková                           | 6–2, 7–6(7–4)         |
| Vítězka    | 10. | 5. srpna 2013     | Carlsbad, Spojené státy (2)    | tvrdý      | Abigail Spearsová        | Čan Chao-čching Janette Husárová                          | 6–4, 6–1              |
| Finalistka | 5.  | 22. září 2013     | Soul, Jižní Korea              | tvrdý      | Abigail Spearsová        | Čan Ťin-wej Sü I-fan                                      | 5–7, 3–6              |
| Finalistka | 6.  | 22. února 2014    | Dubaj, SAE                     | tvrdý      | Abigail Spearsová        | Alla Kudrjavcevová Anastasia Rodionovová                  | 2–6, 7–5, [8–10]      |
| Vítězka    | 11. | 15. června 2014   | Birmingham, Spojené království | tráva      | Abigail Spearsová        | Ashleigh Bartyová Casey Dellacquová                       | 7–6(7–1), 6–1         |
| Vítězka    | 12. | 18. srpna 2014    | Cincinnati, Spojené státy      | tvrdý      | Abigail Spearsová        | Tímea Babosová Kristina Mladenovicová                     | 6–1, 2–0skreč         |
| Finalistka | 7.  | 16. ledna 2015    | Sydney, Austrálie              | tvrdý      | Abigail Spearsová        | Bethanie Matteková-Sandsová Sania Mirzaová                | 3-6, 3-6              |
| Vítězka    | 13. | 28. února 2015    | Dauhá, Katar                   | tvrdý      | Abigail Spearsová        | Sie Šu-wej Sania Mirzaová                                 | 6-4, 6-4              |
| Vítězka    | 14. | 14. června 2015   | Nottingham, Spojené království | tráva      | Abigail Spearsová        | Jocelyn Raeová Anna Smithová                              | 3–6, 6–3, [11–9]      |
| Vítězka    | 15. | 18. října 2015    | Linec, Rakousko                | tvrdý      | Abigail Spearsová        | Andrea Hlaváčková Lucie Hradecká                          | 6–3, 7–5              |
| Vítězka    | 16. | 23. července 2016 | Stanford, Spojené státy (2)    | tvrdý      | Abigail Spearsová        | Darija Juraková Anastasia Rodionovová                     | 6–3, 6–4              |
| Vítězka    | 17. | 30. dubna 2017    | Stuttgart, Německo             | antuka (h) | Jeļena Ostapenková       | Abigail Spearsová Katarina Srebotniková                   | 6–4, 6–4              |
| Vítězka    | 18. | 29. dubna 2018    | Stuttgart, Německo (2)         | antuka (h) | Anna-Lena Grönefeldová   | Nicole Melicharová Květa Peschkeová                       | 6–4, 6–7(5–7), [10–5] |
| Finalistka | 82. | 15. října 2018    | Linec, Rakousko                | tvrdý (h)  | Anna-Lena Grönefeldová   | Kirsten Flipkensová Johanna Larssonová                    | 6–4, 4–6, [5–10]      |

## Postavení na konečném žebříčku WTA

### Dvouhra
| Rok    | 2001 | 2002 | 2003   | 2004   | 2005   | 2006   | 2007   | 2008   | 2009   | 2010 | 2011   | 2012    | 2013 | 2014   | 2015    |
| Pořadí | 905. | –    | ▲ 579. | ▲ 559. | ▲ 413. | ▲ 261. | ▲ 176. | ▼ 275. | ▼ 676. | –    | ▲ 716. | ▼ 1116. | –    | ▲ 812. | ▼ 1194. |

### Čtyřhra
| Rok    | 2003 | 2004   | 2005   | 2006   | 2007  | 2008  | 2009  | 2010 | 2011  | 2012  | 2013 | 2014  | 2015  |
| Pořadí | 620. | ▼ 677. | ▲ 312. | ▲ 152. | ▲ 93. | ▲ 55. | ▲ 36. | –    | ▲ 37. | ▲ 13. | –    | ▲ 12. | ▼ 18. |